# Weinbaugebiet Cornas

Eine Übersicht der einzelnen Appellationen des Weinbaugebiets Rhône – Cornas liegt im Norden in der mit "Zooms B" bezeichneten Zone.
Cornas

Die Gemeinde Cornas an der Rhône im Département Ardèche gibt dem Weinbaugebiet Cornas ihren Namen. Dieser Rotwein der nördlichen Rhône hat seit dem 5. August 1938 den Status einer Appellation d’Origine Contrôlée (kurz AOC). Die Rebfläche umfassen 125 ha. Die steilen Hänge sind teilweise terrassiert. Im Jahr 2011 wurden hier 4.455 hl Wein erzeugt.
Syrah ist die einzige zugelassene Rebsorte. Der Mindestalkoholgehalt beträgt 10,5°. Falls einer Trockenzuckerung (Chaptalisation) zugestimmt wird, liegt der maximale Alkoholgehalt bei 13,5°. Der Ertrag ist auf 36 Hektoliter / Hektar beschränkt.
Das Gebiet zwischen den Hügeln wird von 11 Bächen durchzogen, die häufig die Grenzen der einzelnen Lagen markieren. Die Lagen sind von Nord nach Süd : Les Arlettes, Le Coulet, Les Eygas, Jouvet, St.Pierre, Peupliers, Chaillot, Pied la Vigne, Reynards, Les Mazards, Sauman, Champelrose, La Lègre, Sabarotte, Les Saveaux, Les Côtes, Patou und Combe. Innerhalb der Lage Reynards befinden sich mit Tezier, La Geynale und La Côte einige der wohl bekanntesten Einzellagen von Cornas.
Die bekanntesten Weingüter sind die von Auguste und Pierre-Marie Clape und Thierry Allemand. In den letzten Jahren machen auch verstärkt jüngere Winzer wie Vincent Paris oder Franck Balthazar mit guten Weinen auf sich aufmerksam. Gesucht sind von Weinliebhabern Weine der nicht mehr berufstätigen Nöel Verset und Robert Michel.
Die Weine sind in ihrer Jugend recht herb und gerbstoffreich; sie sollten mindestens 3 Jahre gelagert werden. Sehr gute Weine eines hervorragenden Jahrgangs zeigen erst nach 15 Jahren ihre ganze Fülle.
Weine aus Cornas, die nicht den Bestimmungen der Appellation genügen, werden als Côtes du Rhône verkauft.